# Jaarvergadering

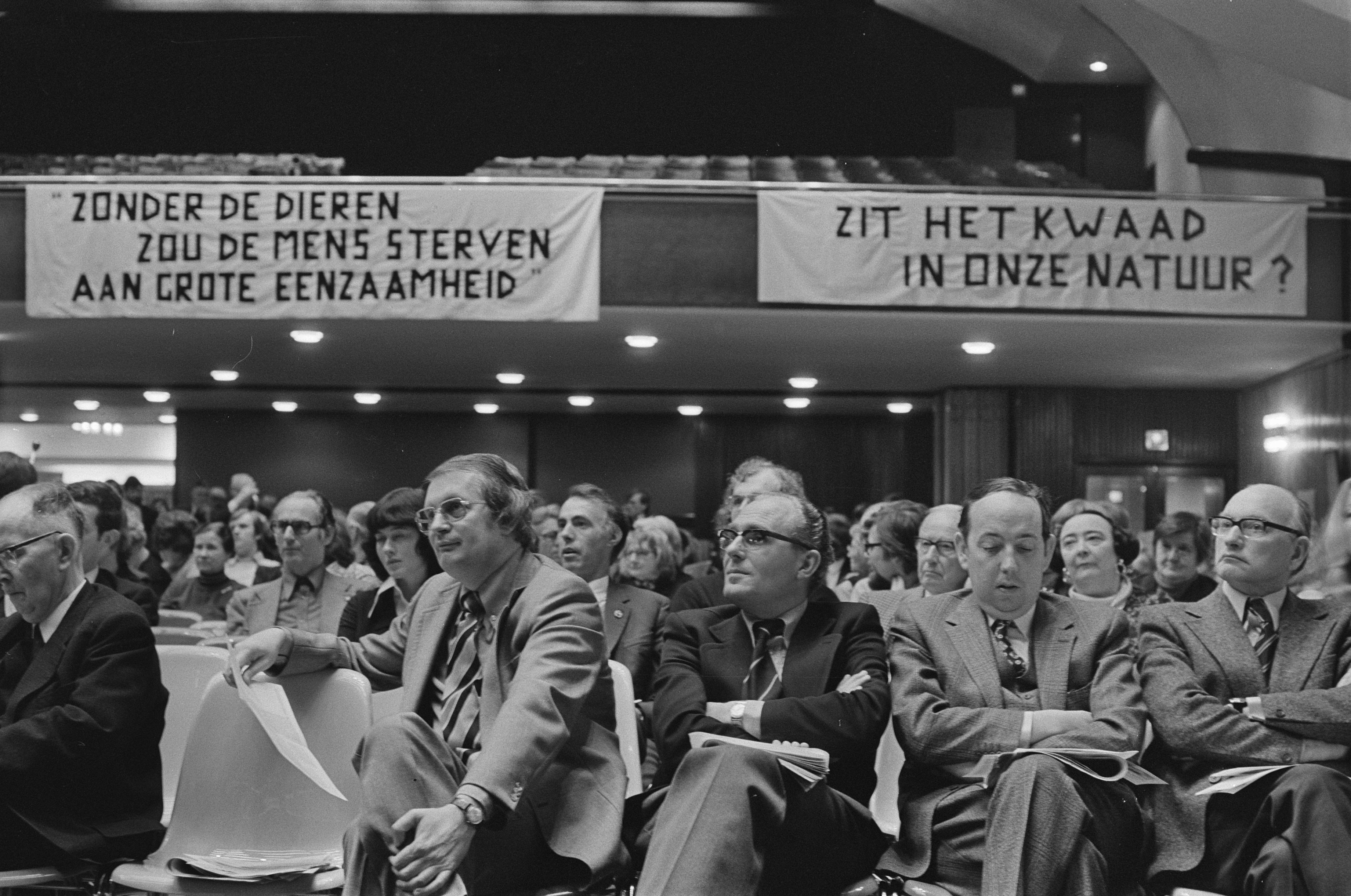
Landelijke Vereniging tot Behoud van de Waddenzee houdt jaarvergadering in Krasnapolsky, 1975

Een jaarvergadering is een jaarlijkse algemene vergadering van een bedrijf of vereniging.
In het geval van een vereniging is de jaarvergadering een specifieke vorm van een algemene ledenvergadering: in deze ALV wordt de uitvoering van het beleid en de resultatenrekening van het vorige jaar goedgekeurd en geëvalueerd en het beleid en de begroting voor het aankomende jaar wordt vastgesteld. Vaak worden in de jaarvergadering tevens de functies binnen het bestuur overgedragen.